# Living Out Loud
Living Out Loud és una pel·lícula de comèdia dramàtica estatunidenca del 1998 escrita i dirigida per Richard LaGravenese i ambientada a Nova York, protagonitzada per Holly Hunter, Danny DeVito, Queen Latifah, Martin Donovan, i Elias Koteas.

## Argument
Judith Moore tenia el que pensava que era un matrimoni perfecte, amb ella i el seu marit estudiant per ser metges. Però després d'aturar els estudis per trobar feina i mantenir-se, passen molts anys fins que de sobte deixa la Judith per estar amb una altra metgessa. Deprimida, s'amaga al seu apartament, on Pat Francato, de mitjana edat, fa de superintendent d'edificis i operador d'ascensors. Ell està tan sol com ella, assetjat per problemes de joc, i Judith i Pat fan una connexió. No obstant això, allò que ell desitja perseguir com una relació romàntica, Judith només ho veu com una amistat. La seva amiga Liz Bailey, que canta en una discoteca, intenta millorar la vida amorosa de la Judith i la seva.

## Repartiment
- Holly Hunter com a Judith Moore
- Danny DeVito com a Pat Francato
- Queen Latifah com a Liz Bailey
- Martin Donovan com a Robert Nelson
- Elias Koteas com The Kisser
- Richard Schiff com a Philly Francato
- Mariangela Pino com a Donna
- Suzanne Shepherd com a Mary
- Eddie Cibrian com el massatgista
- Tamlyn Tomita com la senyora Nelson
- Gina Philips com a Lisa Francato
- Rachael Leigh Cook com a Judith adolescent
- Lin Shaye com a infermera de la Lisa
- Carmit Bachar com a ballarina

## Recepció
Living Out Loud va rebre ressenyes diverses de la crítica. A Rotten Tomatoes la pel·lícula té una puntuació d'aprovació del 59% basada en 34 crítiques. El consens del lloc afirma: "No original, amb caràcters unidimensionals." A Metacritic la pel·lícula té una puntuació mitjana ponderada del 64% basada en les ressenyes de 24 crítiques. Els públics enquestats per CinemaScore va donar a la pel·lícula una qualificació "B-" en l'escala d'A a F.
Roger Ebert del Chicago Sun-Times va donar a la pel·lícula tres estrelles i mitja i va escriure que li agradava que la pel·lícula proporcionés "la comoditat d'aquestes vides que flueixen breument en el mateix corrent. La sensació que l'inesperat era lliure d'entrar a la història i no es deixaria de banda per les exigències de la trama convencional". Ebert va elogiar particularment l'escriptor i director Richard LaGravenese, que va escriure que està "més interessat en els personatges i els diàlegs que no pas en donar forma a una història convencional. Pretén el tipus de finals oberts agredolços que la vida mateixa sovint ofereix; ell no martelleja les seves clavilles quadrades en forats rodons." Mark Caro del Chicago Tribune també va donar una crítica positiva a la pel·lícula, però va assenyalar que la "història també té tendència a vagar, cosa que millora la sensació de vida, però a costa que la pel·lícula se senti plenament formada." La crítica de The New York Times Janet Maslin va ser menys favorable , escrivint que LaGravenese "ha manllevat de Txékhov la introspecció que descobreix l'ànima que pot ser tan inefable a la pàgina o l'escenari però que esdevé tan humidament sensible i dramàticament vaga a la pantalla" i, en descriure alguns dels "vols salvatges de la fantasia que sorgeixen de la imaginació de Judith", va observar que "per molt d'esperit lliure que espera ser la pel·lícula, no pot conciliar fàcilment sortides tan extravagants amb un ritme d'altra manera estàtic". Maslin va acreditar a Latifah com a "una gran gràcia salvadora" de la pel·lícula i també va elogiar a DeVito per "convertir Pat en una figura tridimensional i cantar They Can't Take That Away from Me amb ganes de l'aficionat a discoteca nocturna."